# クバン県
クバン県（クバンけん、ベトナム語：Huyện K'Bang?）は、ベトナム社会主義共和国ザライ省の県である。

## 行政区画
1市鎮13社から構成される。